# Cantonul Cherbourg-Octeville-Sud-Ouest
Cantonul Cherbourg-Octeville-Sud-Ouest este un canton din arondismentul Cherbourg-Octeville, departamentul Manche, regiunea Basse-Normandie, Franța.

## Comune
- Cherbourg-Octeville (parțial, reședință)
- Couville
- Hardinvast
- Martinvast
- Saint-Martin-le-Gréard
- Tollevast